# AP Columbae
AP Columbae (AP Col) es una estrella en la constelación de Columba, visualmente 30 minutos de arco al oeste de HD 42054.
De magnitud aparente +13,34, no es visible a simple vista, y se encuentra a 27,4 ± 0,2 años luz del sistema solar.

## Características
AP Columbae es una enana roja de tipo espectral M4.5e con una temperatura efectiva de 3250 K.
Su velocidad de rotación proyectada es de 11 ± 1 km/s.
Inicialmente se pensó que era una estrella de la secuencia principal con una masa en torno a las 0,25 masas solares, pero su brillo en banda V es 1,5 magnitudes superior al que cabría esperar si estuviese en la secuencia principal.
Por otra parte, se ha descartado la presencia de compañeras estelares que pudieran ser responsables de su mayor brillo.
Actualmente se cree que AP Columbae es una «estrella presecuencia principal», la estrella de esta clase más cercana al Sistema Solar.
Estas jóvenes estrellas están en la fase de contracción gravitatoria previa a la entrada en la secuencia principal; aparecen más luminosas que las estrellas del mismo color de la secuencia principal debido a que sus fotosferas tienen una mayor superficie.
Aunque no se ha detectado en AP Columbae exceso en el infrarrojo —característico de estrellas extremadamente jóvenes de menos de 10 millones de años de edad—, su abundancia relativa de litio así como su actividad cromosférica ponen de manifiesto su juventud.
AP Columbae tiene una edad estimada entre 12 y 50 millones de años, y su cinemática corresponde a la de un miembro de la asociación estelar de Argus / IC 2391.

## Variabilidad
AP Columbae es una estrella fulgurante, habiéndose detectado cinco llamaradas en un período de nueve horas; la más intensa aumentó el brillo de la estrella 2,5 magnitudes.
Igualmente es activa en rayos X, habiéndose observado con el satélite ROSAT una llamarada de 12 horas que incrementó su luminosidad en rayos X en aproximadamente un orden de magnitud.